# ライトニン・ホプキンス

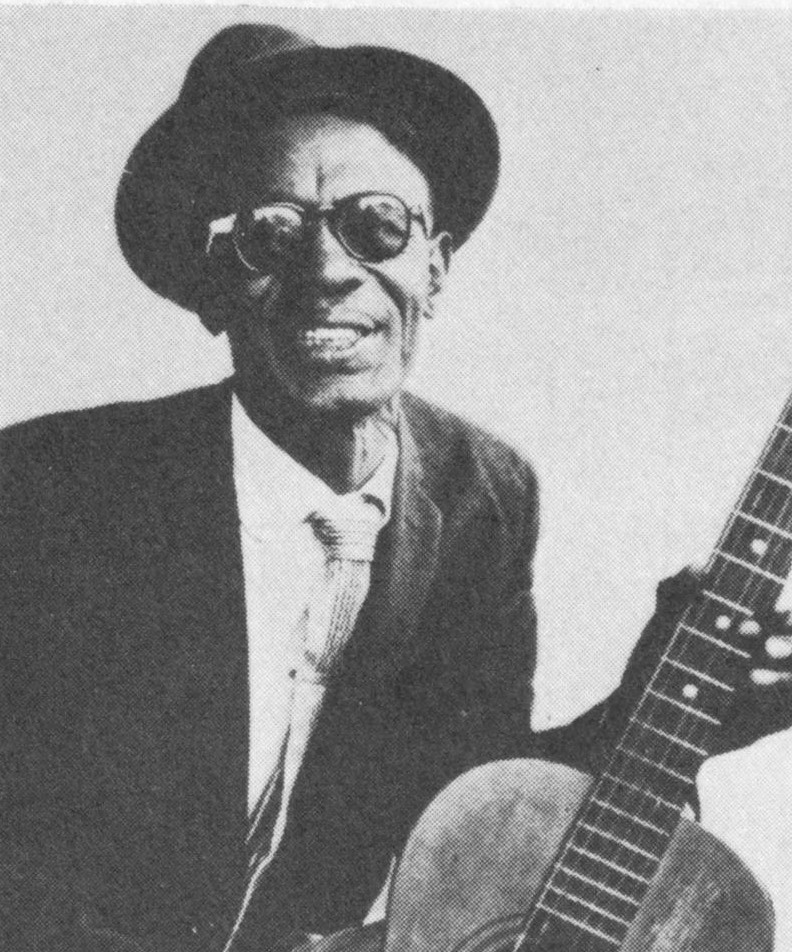
ライトニン・ホプキンス(1960年頃）

ライトニン・ホプキンス（Lightnin' Hopkins、1912年3月15日 - 1982年1月30日）はアメリカのブルース・ミュージシャン。本名はサム・ジョン・ホプキンス（Sam John Hopkins）。
「ローリング・ストーンの選ぶ歴史上最も偉大な100人のギタリスト」において2003年は第71位、2011年の改訂版では削除された。

## 経歴
1912年テキサス州センターヴィル生まれ。少年時代の1922年に、ブラインド・レモン・ジェファーソンに出会いギターを教わる。1927年にはいとこであるテキサス・アレクサンダーと共に
テキサスにあるレインボー・シアターで演奏する。
レコードデビュー当時、よくコンビで演奏をしていたピアニストのサンダー・スミスのサンダー（雷）にちなんで自らをライトニン（稲妻）と名乗るようになる。

黒いサングラスに葉巻をくわえたスタイルで演奏し、アメリカン・フォーク・ブルース・フェスティバルに出演したり、マンス・リプスカムと共演したりした。
初録音は1946年で、1959年に白人により再発見され、ようやく世界にその「ライトニン節」を轟かせる事になる。
アラジン・レコードから初のシングル「Katie Mae Blues」をリリースし、ヒットを記録。
その後もR&Bチャートにランク・インするような曲を次々にリリースし、50年頃は「ハロー･セントラル」がビルボードにチャートインするほど大変な人気ぶりで、カントリー･ブルース界でも極めて稀な存在となり、戦争を題材にした歌などもリリースする。
1930年代は放浪していることが多くヒューストンに移り住んだ後、ジューク・ジョイントで演奏やストリートでブルースを歌っていた。
ケンカが原因で、刑務所送りになったという辛い過去がある。
従事した仕事は架橋工事で、宿舎では寝る時も足を鎖で繋がれ、翌朝の食事の時に外されるなど、過酷な労働・生活が続いた。 
彼の音楽には人生観がにじみ出て、ある種の安らぎ、人生の哀切や達観、希望が満ち溢れた音に、多くの人々が魅了されていった。
ライブではアメリカ各地の大学・ヨーロッパ等、どこも超満員だった。
語彙が豊富で、頭の回転の早い彼による心の奥底を探るような歌詞は、彼自身の気分によって抱腹絶倒の内容になることも、痛ましく荒涼とした内容になることもあった。彼はその場の雰囲気に合わせて即興で歌詞を作ってしまうことでも有名で、そのためライヴ・レコーディングでは、しばしば予想を超える内容になる等、エピソードには事欠かない。
1960年代の後半、ライトニンのホームタウンであるテキサス州ヒューストンで撮られたドキュメンタリー・フィルム『ライトニン・ホプキンスのブルース人生』には、飾らない素顔や生活ぶりが記録されている。
生涯に百枚以上のアルバムをリリースしていると言われ、現在もブルース・ファンに人気の高いギタリストである。ブルースの歴史を研究する上で、欠かす事の出来ない存在である。
代表作は、『アラジン・レコーディングス』（1946-1948）
『ライトニン・ホプキンス』（1959）
『モジョ・ハンド』（1960）
『ライトニン・ストライクス』（1962）
『テキサス・ブルースマン』（1962）など多数。
1976年にはニューオーリンズ・ジャズ&ヘリテッジ・フェスティバルに出演。そのときの音源3曲が『New Orleans Jazz And Heritage Festival 1976』に収録されている。
1978年に最初で最後の日本公演を行っている。
1982年癌により死亡。